# 魯山窯
魯山窯，又稱段店窯，中國古代著名民間窯廠，窯址位於今天河南省魯山縣段店，因此得名。魯山窯在唐代大行於世，燒製的花瓷聞名天下。20世紀70年代，在魯山縣的段店村的遺址中發現了羯鼓的殘片，上面施有魯山窯特有的花釉，驗證了唐人南卓在《羯鼓錄》中記載當地盛產花瓷羯鼓的說法。
發掘資料表明：魯山窯始於唐代，很快就迎來了高峰，在黑釉上添加色塊的花瓷很受歡迎；宋金時期擴大規模，在黑釉之外，開始燒製白地黑花的磁州窯風格瓷器，甚至還出現了汝窯系列的青瓷，可見不凡；元代則是魯山窯的尾聲。